# Brandur
Brandur är en liten ö i ögruppen Västmannaöarna, som är 0,1 km². Ön är obebodd.